# Sielec (powiat staszowski)
Sielec – wieś w Polsce położona w województwie świętokrzyskim, w powiecie staszowskim, w gminie Staszówwies_Sielec_staszow_swietokrzyskie. Leży około 3 km od Staszowa.
W latach 1975–1998 miejscowość należała administracyjnie do województwa tarnobrzeskiego.
We wsi znajduje się dawny zbór ewangelicko-reformowany, od 1980 użytkowany jako kaplica kościoła parafialnego w Koniemłotach oraz 3 stadniny koni.

## Dawne części wsi – obiekty fizjograficzne
W latach 70. XX wieku przyporządkowano i opracowano spis lokalnych części integralnych dla Sielca zawarty w tabeli 1.

| Nazwa wsi – miasta    | Nazwy części wsi – miasta  | Nazwy obiektów fizjograficznych – charakter obiektu                                                                                      |
| --------------------- | -------------------------- | --- |
| I. Gromada KONIEMŁOTY |                            | |
| 1. Sielec             | 1. Leszczyca 2. Przymiarki | 1. Dół — pole 2. Kościelne — pole 3. Krzewiny — pole 4. Leszczyca — pole 5. Podłącze — pole 6. Przymiarki — pole 7. Szeroka — pole, łąka |

## Znane postacie związane z Sielcem
- Rafał Krzysztof Konarski – kalwiński działacz kościelny
- Józef Spleszyński - pastor kalwiński i superintendent generalny Kościoła Ewangelicko-Reformowanego
- ks. Kazimierz Szefer – w latach 1901-1939 pastor parafii kalwińskiej w Sielcu, naczelny kapelan kościoła ewangelicko-reformowanego Wojska Polskiego w II RP.

## Zabytki
- Zespół zboru kalwińskiego, obecnie kaplicy rzymskokatolickiej w Sielcu (A-881/1-2)
  - zbór kalwiński, obecnie kaplica rzymskokatolicka, 2 poł. XVIII w., 1980 (A-881/1-2 z 16.10.1956, 29.01.1958, 15.04.1967, 06.07.1977 i 27.07.198)
  - cmentarz ewangelicki, XVII, XVIII w. (A-881/1-2 z 18.10.1989)